# 一足歩行

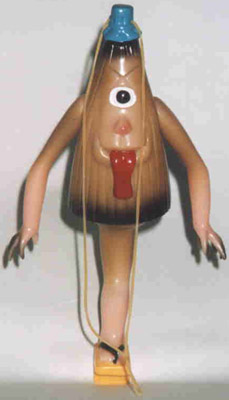
映画『妖怪百物語』のからかさ小僧のフィギュア

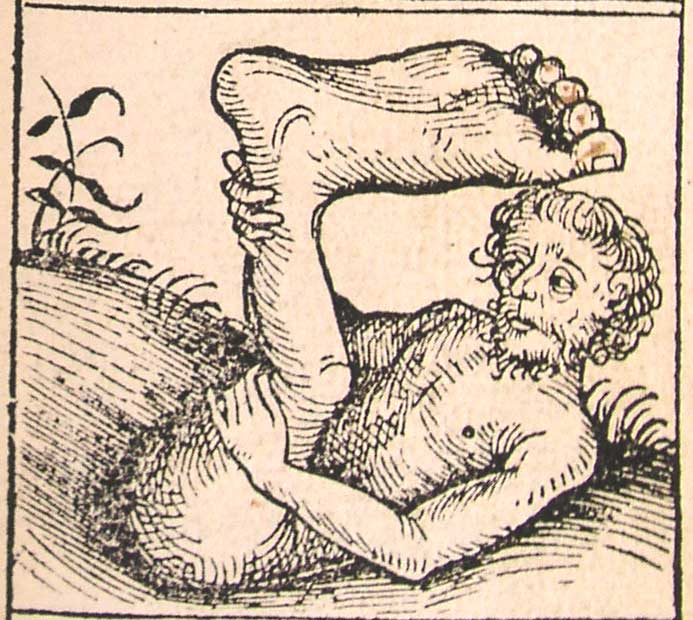
スキアポデス。『ニュルンベルク年代記』（1493年）より。

一足歩行（英：uniped、Unipedalism、ラテン語：uni〔1〕とped〔足〕）とは1つの足だけを使う歩行様式。1本の脚だけを使用して移動することはユニペダル（unipedal）の動きとして知られている。多くの二枚貝とほぼすべての腹足類の軟体動物は一本の脚だけを使うように進化した。事故による切断や先天性欠損症によって、動物や人間が片足だけになる場合もある。 

## 一足歩行ロボット
一足歩行を行うロボットは少数だがいくつか研究されている。一足跳躍ロボットはピョンピョン飛び跳ねることで移動する。
一足跳躍ロボットはより複雑な運動のテストに使える可能性がある。
一本足跳躍ロボットは、運動制御アルゴリズムに対する最も簡単なテストベッドを提供してくれるだけではなく、安全で堅牢な地表移動を実現するためには高速で、力の要るアクチュエーションを必要とし、多足システムよりも大きな機械的ストレスにアクチュエーターは耐えなければなりません。

## 神話とフィクションの中の一足歩行
神話上の一足歩行に関する研究の1つにテレサ・パロリ（2009）などがある。「"How many are the unipeds' feet? Their tracks in texts and sources", 」、 Analecta Septentrionalia：Beiträgezur nordgermanischen Kultur- und Literaturgeschichte 、ed。by Wilhelm Heizmann、KlausBöldl、Heinrich Beck（Berlin / London / New York：De Gruyter）、pp.281-327。 
- 『赤毛のエイリークのサガ』では、片足であると言われているヴィンランドの原住民がエリックの部下の1人（彼の兄弟）を殺す[3]。
- スキアポデスは神話上の一本足の人間。
- 日本の神話や民間伝承には 『からかさおばけ』や『一本だたら』などの片足の妖怪がいる。
- C・S・ルイスによる小説『ナルニア国物語』の3作目『朝びらき丸 東の海へ』では主人公達は「のうなしあんよのかしら 」に出会う。元々は二本足の小人だったが、主人である魔法使いによって一本足に変えられてしまう。
- ブラジルの民間伝承には、「 サチ 」と呼ばれる神話上の人間がおり、塵旋風に関連しているとされる。コロンビアの民間伝承には、この怪物の女性版の「パタソラ」がいる。
- マヤ神話では、 カウィールと彼の同等物は1本の足で表される[4]。マヤ人に属するキチェ族の嵐の神「フラカン」の名前は一本足を意味する[5]。

## ノート
1. ↑  “1本足跳躍ロボット　2006年10月北京開催のロボット国際会議「IROS 2006」で発表された”.   deep_science. 2020年1月31日閲覧。
2. ↑  “ディズニーが愉快な1本足跳躍ロボットをお披露目”.   techcrunch.com. 2020年1月31日閲覧。
3. ↑  Kunz 2008, p. 47.
4. ↑  Freidel et al. 1993, pp. 199–200.
5. ↑  Christenson 2003, 2007, p.60.n.62.

## 参照資料
- Christenson, Allen J. (2007年). “Popul Vuh: Sacred Book of the Quiché Maya People” (PDF online publication). Mesoweb articles.   Mesoweb: An Exploration of Mesoamerican Cultures. 2011年7月29日閲覧。
- Freidel, David A.; Linda Schele; Joy Parker (1993). Maya Cosmos: Three Thousand Years on the Shaman's Path. New York: William Morrow & Co.. ISBN 0-688-10081-3. OCLC 27430287  Freidel, David A.; Linda Schele; Joy Parker (1993). Maya Cosmos: Three Thousand Years on the Shaman's Path. New York: William Morrow & Co.. ISBN 0-688-10081-3. OCLC 27430287  Freidel, David A.; Linda Schele; Joy Parker (1993). Maya Cosmos: Three Thousand Years on the Shaman's Path. New York: William Morrow & Co.. ISBN 0-688-10081-3. OCLC 27430287
- Kunz, Keneva, trans. (2008). The Vinland Sagas: The Icelandic Sagas About the First Documented Voyages Across the North Atlantic. London: Penguin. ISBN 978-0-140-44776-7  Kunz, Keneva, trans. (2008). The Vinland Sagas: The Icelandic Sagas About the First Documented Voyages Across the North Atlantic. London: Penguin. ISBN 978-0-140-44776-7  Kunz, Keneva, trans. (2008). The Vinland Sagas: The Icelandic Sagas About the First Documented Voyages Across the North Atlantic. London: Penguin. ISBN 978-0-140-44776-7